# Il disco volante
Il disco volante (conocida en Hispanoamérica como El disco volador) es una película italiana de 1964 dirigida por Tinto Brass y protagonizada por Alberto Sordi y Monica Vitti. Involucrando a personajes de diferentes estratos sociales, Il disco volante es efectivamente una sátira de la sociedad italiana, particularmente la gente de la provincia de adopción del director, Veneto.

## Reparto
- Alberto Sordi: Vincenzo Berruti / Dario Marsicano / Don Giuseppe / Conte Momi Crosara
- Monica Vitti: Dolores
- Silvana Mangano: Vittoria Laconiglia
- Eleonora Rossi Drago: Maria Meneghello
- Liana Del Balzo: Madre de Dolores
- Guido Celano: Hermano de Vittoria
- Lars Bloch: Físico